# Fortschwihr

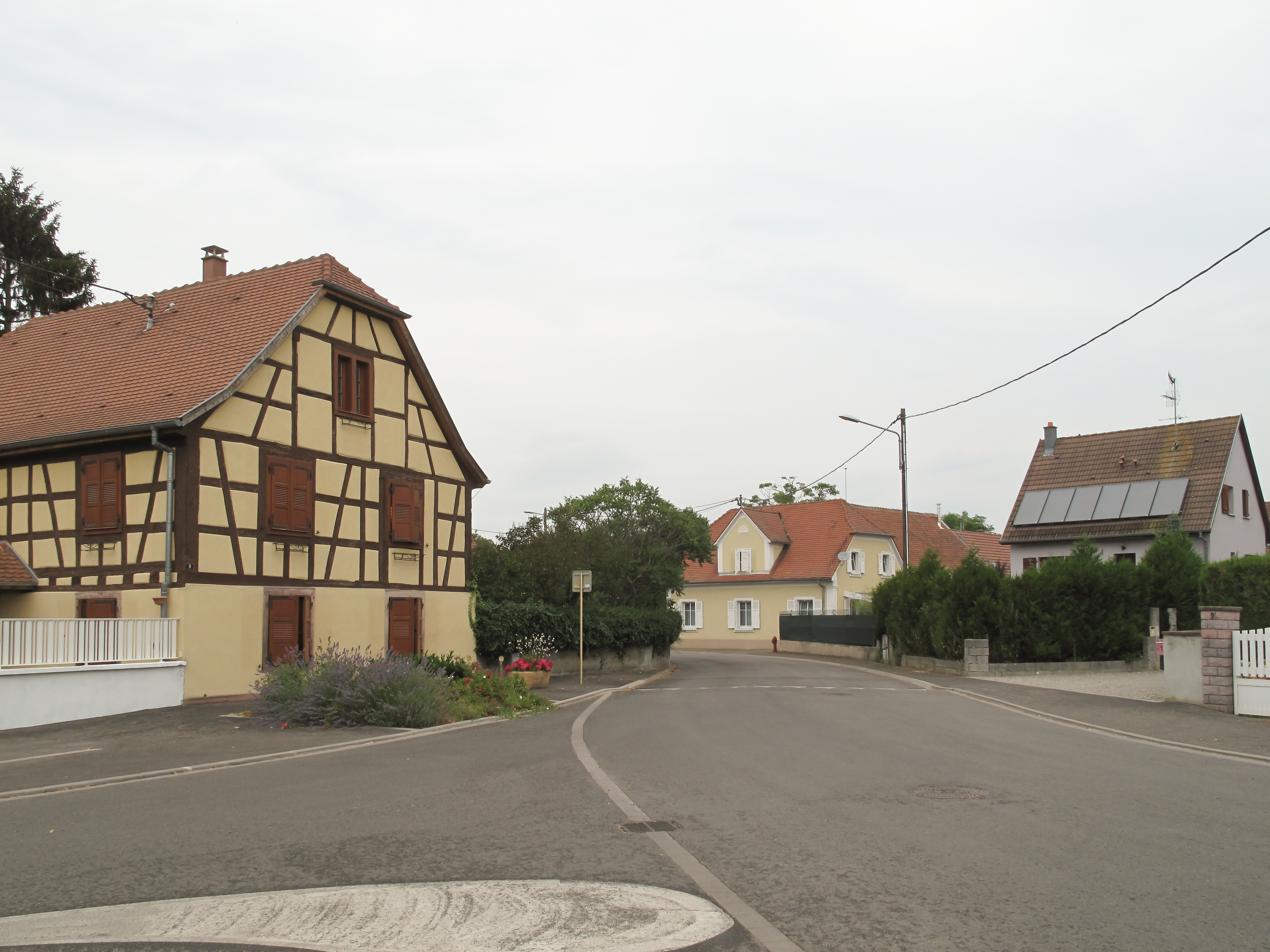
Intersection entre la Grand'Rue et la Rue du Rhin.

Fortschwihr (prononcé [fɔʁtʃviʁ] ) est une commune française, située dans la circonscription administrative du Haut-Rhin et, depuis le 1er janvier 2021, dans le territoire de la Collectivité européenne d'Alsace, en région Grand Est.
Cette commune se trouve dans la région historique et culturelle d'Alsace à huit kilomètres à l'est de Colmar. Ses habitants sont appelés les Fortschwihriens et les Fortschwihriennes ou Fortschwihrois et Fortschwihroises.
Village de plaine du fossé rhénan, la commune était déjà occupée par l'Homme à l'époque gallo-romaine. Elle a été marquée par la guerre de Trente Ans et la Seconde Guerre mondiale.
Fortschwihr a connu une croissance démographique forte depuis les années 1970. La population a triplé en trente ans, après la construction du collège. Les cultures ont laissé en partie place à des lotissements. Il existe un patrimoine bâti (église, château, maisons à colombages et granges) et naturel (verger, mare pédagogique, boisements). L'économie est tertiaire ; la commune propose des évènements culturels réguliers (théâtre en dialecte alsacien, fête du pissenlit, expositions...).

## Géographie

### Localisation
Fortschwihr est située à 8 km à l'est de Colmar, au centre nord/sud de l'Alsace. La commune comprend deux parties : le village principal et un hameau appelé « Collège ».
| Bischwihr     |             | Muntzenheim |
| Horbourg-Wihr | Fortschwihr | Urschenheim |
| Andolsheim    |             | Widensolen  |

### Géologie et relief
Le village est situé dans la plaine d'Alsace, entre le massif des Vosges à l'ouest et la Forêt-Noire (Allemagne) à l'est, au niveau du fossé rhénan (fossé tectonique d'effondrement ou graben datant de l'Oligocène). L'altitude communale est située entre 182 mètres et 190 mètres. La partie sud, la plus élevée, est boisée (forêt communale de Fortschwihr, ensemble de la forêt domaniale du Kastenwald). La couche géologique supérieure est homogène et récente (Holocène au Quaternaire), elle correspond à des dépôts éoliens de lœss (limons issus de l'érosion éolienne en période glaciaire).

### Hydrographie
La commune est dans le bassin versant du Rhin au sein du bassin Rhin-Meuse. Elle n'est drainée par aucun cours d'eau,.

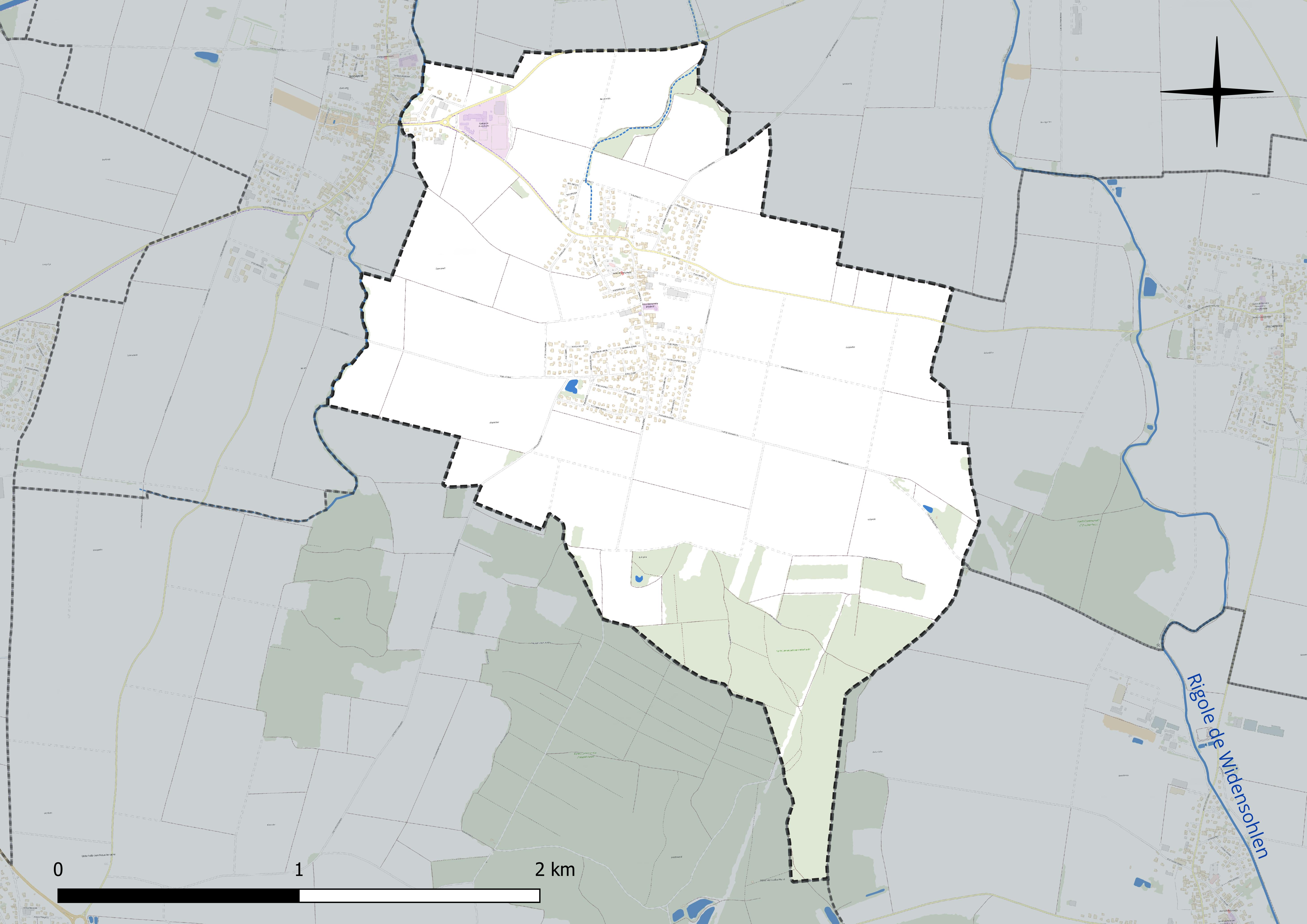
Réseau hydrographique de Fortschwihr.

### Climat
Pour des articles plus généraux, voir Climat du Grand Est et Climat du Haut-Rhin.
En 2010, le climat de la commune est de type climat océanique altéré, selon une étude du Centre national de la recherche scientifique s'appuyant sur une série de données couvrant la période 1971-2000. En 2020, Météo-France publie une typologie des climats de la France métropolitaine dans laquelle la commune est exposée à un climat semi-continental et est dans la région climatique  Alsace, caractérisée par une pluviométrie faible, particulièrement en automne et en hiver, un été chaud et bien ensoleillé, une humidité de l’air basse au printemps et en été, des vents faibles et des brouillards fréquents en automne (25 à 30 jours). 
Pour la période 1971-2000, la température annuelle moyenne est de 10,5 °C, avec une amplitude thermique annuelle de 17,9 °C. Le cumul annuel moyen de précipitations est de 575 mm, avec 7,7 jours de précipitations en janvier et 9 jours en juillet. Pour la période 1991-2020, la température moyenne annuelle observée sur la station météorologique de Météo-France la plus proche, « Colmar-Inra », sur la commune de Colmar à 7 km à vol d'oiseau, est de 11,3 °C et le cumul annuel moyen de précipitations est de 558,0 mm. 
La température maximale relevée sur cette station est de 39,6 °C, atteinte le 13 août 2003 ; la température minimale est de −22,5 °C, atteinte le 22 février 1986,,. 
Les paramètres climatiques de la commune ont été estimés pour le milieu du siècle (2041-2070) selon différents scénarios d'émission de gaz à effet de serre à partir des nouvelles projections climatiques de référence DRIAS-2020. Ils sont consultables sur un site dédié publié par Météo-France en novembre 2022.

### Voies de communication et transports

#### Accès
Il y a trois entrées principales à Fortschwihr, par la D 9.I venant de Urschenheim, et par la D 111 traversant Fortschwihr de Bischwihr à Muntzenheim.

#### Transports en commun

Logo de la Trace.

Fortschwihr est desservie par les bus Trace, par les lignes et arrêts suivants :
|    |  | Parcours                                                     | Arrêts dans la commune                                          |
| -- |  | ------------------------------------------------------------ | --------------------------------------------------------------- |
| 9  |  | Sundhoffen Centre – Place du 1er février - Fortschwihr Étang | Collège de Fortschwihr, Fortschwihr Mairie, Grand Jardin, Étang |
| 20 |  | Fortschwihr Étang – Vauban - Théâtre - Gare                  | Collège de Fortschwihr, Fortschwihr Mairie                      |
| 24 |  | Grussenheim / Riedwihr – Théâtre - Gare                      | Collège de Fortschwihr                                          |

Le village est en outre desservi par les lignes 316 et 346 du service départemental de cars du Haut-Rhin.

#### Pistes cyclables
Une voie verte relie Fortschwihr à Bischwihr, en passant par le collège.

## Urbanisme

### Typologie
Au 1er janvier 2024, Fortschwihr est catégorisée petite ville, selon la nouvelle grille communale de densité à sept niveaux définie par l'Insee en 2022.
Elle est située hors unité urbaine. Par ailleurs la commune fait partie de l'aire d'attraction de Colmar, dont elle est une commune de la couronne,. Cette aire, qui regroupe 95 communes, est catégorisée dans les aires de 50 000 à moins de 200 000 habitants,.

### Occupation des sols
L'occupation des sols de la commune, telle qu'elle ressort de la base de données européenne d’occupation biophysique des sols Corine Land Cover (CLC), est marquée par l'importance des territoires agricoles (70,6 % en 2018), en diminution par rapport à 1990 (74,1 %). La répartition détaillée en 2018 est la suivante : 
terres arables (70,6 %), forêts (15,1 %), zones urbanisées (14,3 %). L'évolution de l’occupation des sols de la commune et de ses infrastructures peut être observée sur les différentes représentations cartographiques du territoire : la carte de Cassini (XVIIIe siècle), la carte d'état-major (1820-1866) et les cartes ou photos aériennes de l'IGN pour la période actuelle (1950 à aujourd'hui).

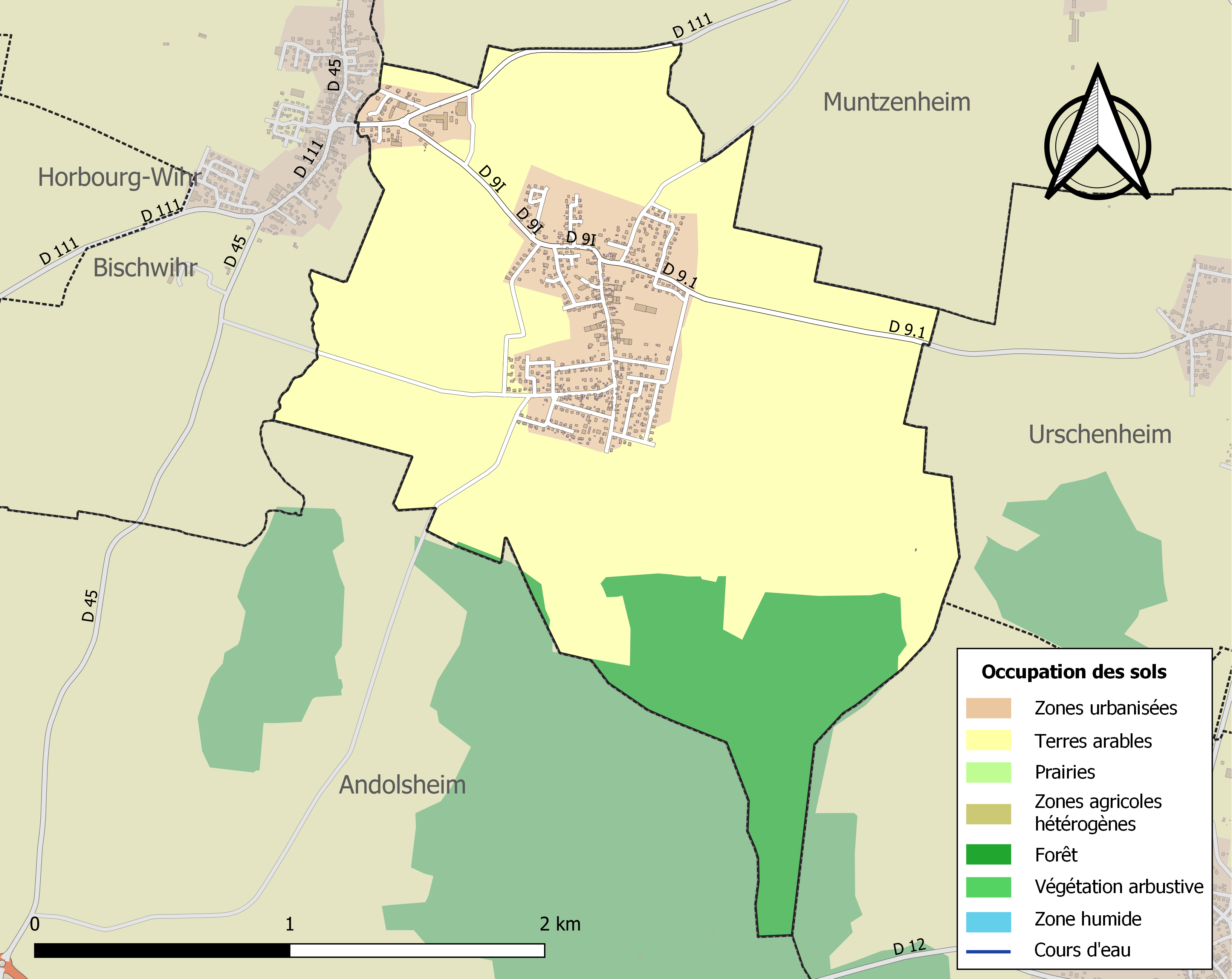
Carte des infrastructures et de l'occupation des sols de la commune en 2018 (CLC).

## Toponymie
Fortschwihr apparaît dans les textes au XIVe siècle sous différents noms : Volraczwiller (1315), Volratswihr (1363, 1374)... Ces noms viendraient du prénom Volrat ou Fulrad (abbé de Saint-Denis au XVIIIe siècle). Le suffixe -wihr (du latin villare, ferme) est témoin de la civilisation gallo-franque.

## Histoire

### Antiquité
La découverte d’une sépulture à incinération du IIe siècle indique que le site était occupé dès l’époque gallo-romaine. L’exhumation d’une nécropole mérovingienne (fin VIIe siècle) et carolingienne (fin VIIIe siècle) attestent l’implantation durable de la population.

### Moyen Âge
Lors du Moyen Âge, le village appartient aux seigneurs de Horbourg avant d’être cédé en 1324 aux comtes de Wurtemberg.

### De l'époque moderne à nos jours
Au début du XVIIe siècle, la guerre de Trente Ans fait rage. La région est désertée pendant quelques années et ne se relève qu’à l’arrivée d’immigrés suisses.
À partir du milieu du XVIIIe siècle, des familles nobles viennent s’installer dans l’ancien « château » du village : Jean Nicolas de Langenhagen, Georges Klein de Kleinenberg et son fils Benjamin Frédéric Pfeffel.
En 1846 est construite l’actuelle école primaire qui fut longtemps une mairie-école.

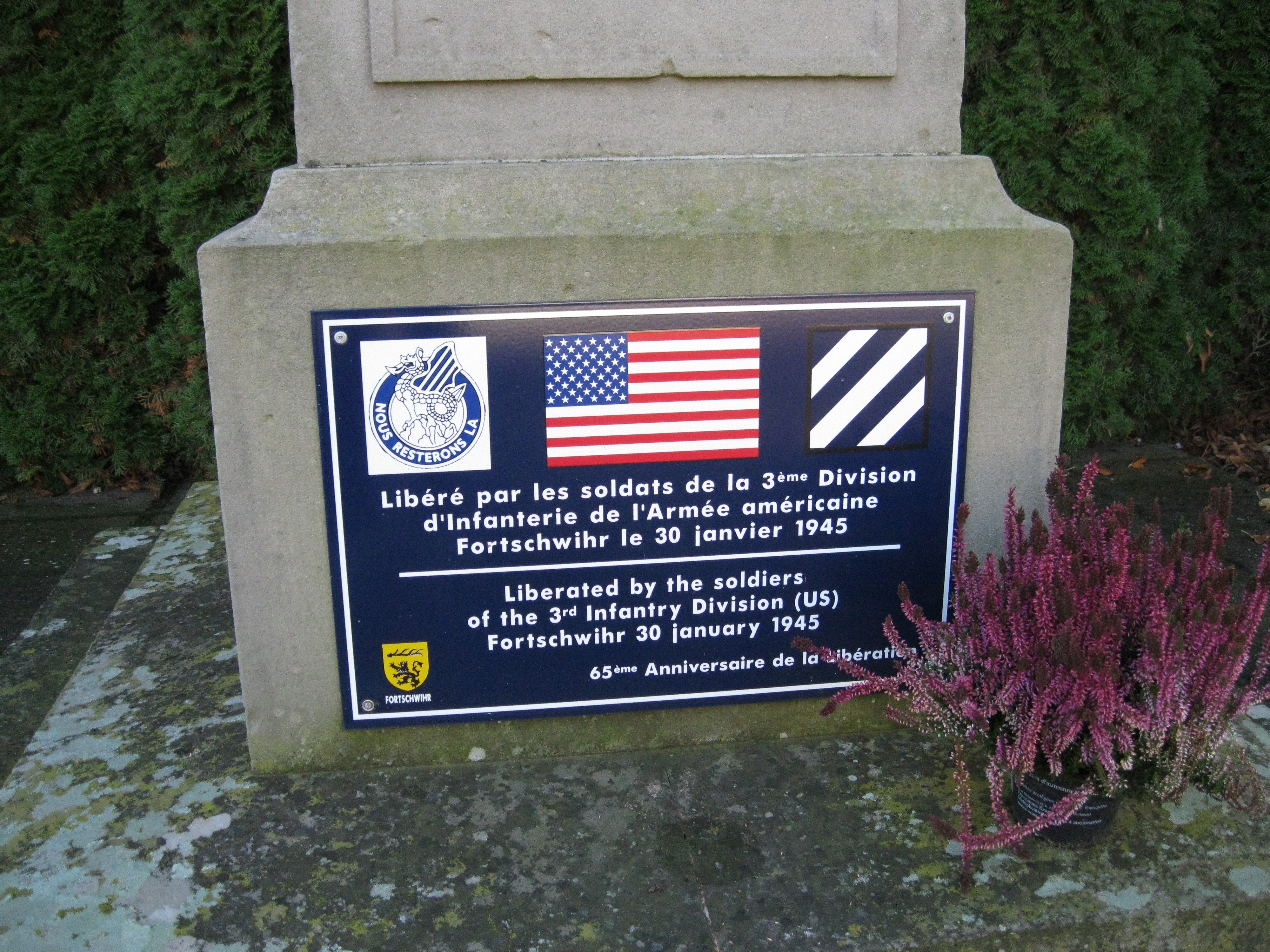
En 2010, une plaque commémorative de la libération de Fortschwihr lors de la Seconde Guerre mondiale a été déposée sur le monument aux morts du village.

Au cours de la Seconde Guerre mondiale, le village est évacué, puis occupé par les Allemands. Lors des combats de la poche de Colmar, fin janvier 1945, il subit de nombreux dégâts. Fortschwihr fut libéré des Nazis le 30 janvier 1945.
En 1970, la commune est retenue pour l’implantation du collège.
Les années 1990 et 2000 sont l'occasion de travaux de restauration. 
- En 1995, la mairie, complétée d’une salle communale, s’installe dans ses nouveaux locaux.
- En 1996, les élèves peuvent s’installer dans l’école restaurée de 4 nouvelles classes aménagées dans les locaux de l’ancienne mairie-école.
- Le Conseil Général finance en 2004 de lourds travaux pour réhabiliter le collège. Une mare pédagogique y est inaugurée en 2007. Les travaux d’aménagement du rond-point devant le collège ont amélioré la sécurité. Depuis avril 2007, une piste cyclable relie le collège au village. Cet établissement accueille 808 élèves durant l'année scolaire 2010-2011[20] issus de 13 communes du canton.
- Les travaux d’extension de l’école élémentaire débutés en 2005 ont permis de remplacer les classes mobiles par une construction qui utilise les matériaux haute qualité environnementale et des énergies renouvelables : géothermie, panneaux photovoltaïques. La bibliothèque municipale, ouverte depuis septembre 2008, accueille adultes et enfants trois fois par semaine. En 2008, un accueil périscolaire est installé dans une grange rénovée du XVIIIe siècle.

### Héraldique
| Blason de Fortschwihr | Les armes de Fortschwihr se blasonnent ainsi : « D'or au lion rampant de sable accompagné en chef d'une ramure de cerf posée en fasce. » |

Le blason de Fortschwihr représentait autrefois trois bois de cerf (emblème de la famille des Wurtemberg). Le blason actuel, employé depuis 1971, n'en a gardé qu'un et le lion ajouté est emprunté à l'armorial de la généralité d'Alsace.
Une sculpture du blason en grès jaune et en grès rose des Vosges, réalisée par l'artiste Cédric Oesch, a été inaugurée le 13 novembre 2011. Elle est disposée sur le rond-point du lieu-dit Collège (commune de Fortschwihr).

## Politique et administration
Fortschwihr fait partie du canton de Colmar-2, de l'arrondissement de Colmar-Ribeauvillé, de la communauté de communes du pays du Ried Brun et de la première circonscription du Haut-Rhin.

### Tendances politiques et résultats
Fortschwihr est, à l'instar des campagnes alsaciennes en général, un village ancré à droite. Nicolas Sarkozy est notamment arrivé en tête lors des 1ers et 2es tours des élections présidentielles de 2007 et de 2012.

### Liste des maires
| Période                                  | Période  | Identité            | Étiquette          | Qualité |
| ---------------------------------------- | -------- | ------------------- | ------------------ | ------- |
| 1945                                     | 1965     | Jules David         | SE[réf. souhaitée] |         |
| 1965                                     | 1983     | Jean Hunsinger      |                    |         |
| 1983                                     | 1995     | Jean-Pierre Salomon |                    |         |
| 1995                                     | 2001     | André Wolgensinger  |                    |         |
| mars 2001                                | mai 2020 | Hélène Baumert      | UDI                |         |
| mai 2020                                 | En cours | Christian Voltz     |                    |         |
| Les données manquantes sont à compléter. |          |                     |                    |         |

### Jumelages
Fortschwihr n'est actuellement jumelée à aucune autre commune.

## Population et société

### Démographie

#### Évolution démographique
L'évolution du nombre d'habitants est connue à travers les recensements de la population effectués dans la commune depuis 1793. Pour les communes de moins de 10 000 habitants, une enquête de recensement portant sur toute la population est réalisée tous les cinq ans, les populations de référence des années intermédiaires étant quant à elles estimées par interpolation ou extrapolation. Pour la commune, le premier recensement exhaustif entrant dans le cadre du nouveau dispositif a été réalisé en 2008.

En 2022, la commune comptait 1 177 habitants, en évolution de +2,53 % par rapport à 2016 (Haut-Rhin : +0,66 %, France hors Mayotte : +2,11 %).
| 1793 | 1800 | 1806 | 1821 | 1831 | 1836 | 1841 | 1846 | 1851 |
| ---- | ---- | ---- | ---- | ---- | ---- | ---- | ---- | ---- |
| 247  | 289  | 309  | 341  | 366  | 359  | 369  | 353  | 383  |

| 1856 | 1861 | 1866 | 1871 | 1875 | 1880 | 1885 | 1890 | 1895 |
| ---- | ---- | ---- | ---- | ---- | ---- | ---- | ---- | ---- |
| 355  | 330  | 337  | 346  | 311  | 305  | 310  | 287  | 283  |

| 1900 | 1905 | 1910 | 1921 | 1926 | 1931 | 1936 | 1946 | 1954 |
| ---- | ---- | ---- | ---- | ---- | ---- | ---- | ---- | ---- |
| 262  | 283  | 275  | 244  | 240  | 251  | 254  | 258  | 224  |

| 1962 | 1968 | 1975 | 1982 | 1990 | 1999 | 2006  | 2008  | 2013  |
| ---- | ---- | ---- | ---- | ---- | ---- | ----- | ----- | ----- |
| 220  | 228  | 294  | 445  | 732  | 967  | 1 155 | 1 209 | 1 154 |

| 2018  | 2022  | - | - | - | - | - | - | - |
| ----- | ----- | - | - | - | - | - | - | - |
| 1 165 | 1 177 | - | - | - | - | - | - | - |

Après une période de diminution de la population depuis le milieu du XIXe siècle, la commune connaît une forte croissance démographique à partir des années 1970, notamment en raison de l'implantation du collège. Cependant, cette croissance ralentit voire passe à une légère diminution à la fin des années 2000.

#### Pyramide des âges
En 2018, le taux de personnes d'un âge inférieur à 30 ans s'élève à 31,1 %, soit en dessous de la moyenne départementale (33,9 %). De même, le taux de personnes d'âge supérieur à 60 ans est de 23,5 % la même année, alors qu'il est de 26,0 % au niveau départemental.
En 2018, la commune comptait 589 hommes pour 576 femmes, soit un taux de 50,56 % d'hommes, légèrement supérieur au taux départemental (48,98 %).
Les pyramides des âges de la commune et du département s'établissent comme suit.
| Hommes | Classe d’âge | Femmes |
| ------ | ------------ | ------ |
| 0,2    | 90 ou +      | 0,2    |
| 3,6    | 75-89 ans    | 3,8    |
| 19,7   | 60-74 ans    | 19,4   |
| 26,7   | 45-59 ans    | 28,1   |
| 17,1   | 30-44 ans    | 19,1   |
| 14,4   | 15-29 ans    | 12,0   |
| 18,3   | 0-14 ans     | 17,4   |

| Hommes | Classe d’âge | Femmes |
| ------ | ------------ | ------ |
| 0,6    | 90 ou +      | 1,6    |
| 7,1    | 75-89 ans    | 9,5    |
| 17,4   | 60-74 ans    | 17,8   |
| 21,4   | 45-59 ans    | 20,9   |
| 18,7   | 30-44 ans    | 18,6   |
| 16,9   | 15-29 ans    | 15,2   |
| 17,9   | 0-14 ans     | 16,5   |

### Enseignement
Fortschwihr fait partie de l'académie de Strasbourg. Il accueille un collège public d'enseignement secondaire d'environ 800 élèves, une école élémentaire, une bibliothèque municipale dotée d'un bibliothécaire et animée par une association de bénévoles.

### Manifestations culturelles et festivités
Du théâtre en dialecte alsacien se produit à Fortschwihr en février.
Le dimanche après Pâques, Fortschwihr organise la fête du Pissenlit. Différentes animations sont proposées.
Durant la deuxième semaine de novembre, l'exposition « Fort'art » est proposée. Chaque année, différents artistes exposent leurs créations (sculptures, peintures ...) sur un thème qui change chaque année. Le deuxième dimanche de décembre se déroule le marché du Bredala.

### Santé
Fortschwihr n'est pas équipée de centre de secours (à part la caserne de pompiers). Les hôpitaux les plus proches se situent à Colmar (hôpital Pasteur, hôpital Albert Schweitzer...) et les pharmacies les plus proches à Muntzenheim et Horbourg-Wihr.

### Sports et loisirs
Au nord du village se situe le parcours de santé. Il passe par la forêt et est jalonné de différentes épreuves physiques : barres de traction, barre d'équilibre, anneaux... Près de l'étang s'étendent un terrain de pétanque et une table de tennis.

## Économie
En 2008, le revenu fiscal médian par ménage était de 23 446 €, ce qui plaçait Fortschwihr au 1 536e rang  parmi les 31 604 communes de plus de 50 ménages en métropole. La population est donc relativement aisée en comparaison avec la population nationale.
En 2010, une épicerie et plusieurs magasins (de vêtements, d’électroménager, de sports et loisirs, de parfumerie) sont implantés sur le village. La commune est orientée vers le tertiaire qui offre près des deux-tiers des emplois : commerces, services et équipements publics.

## Culture locale et patrimoine

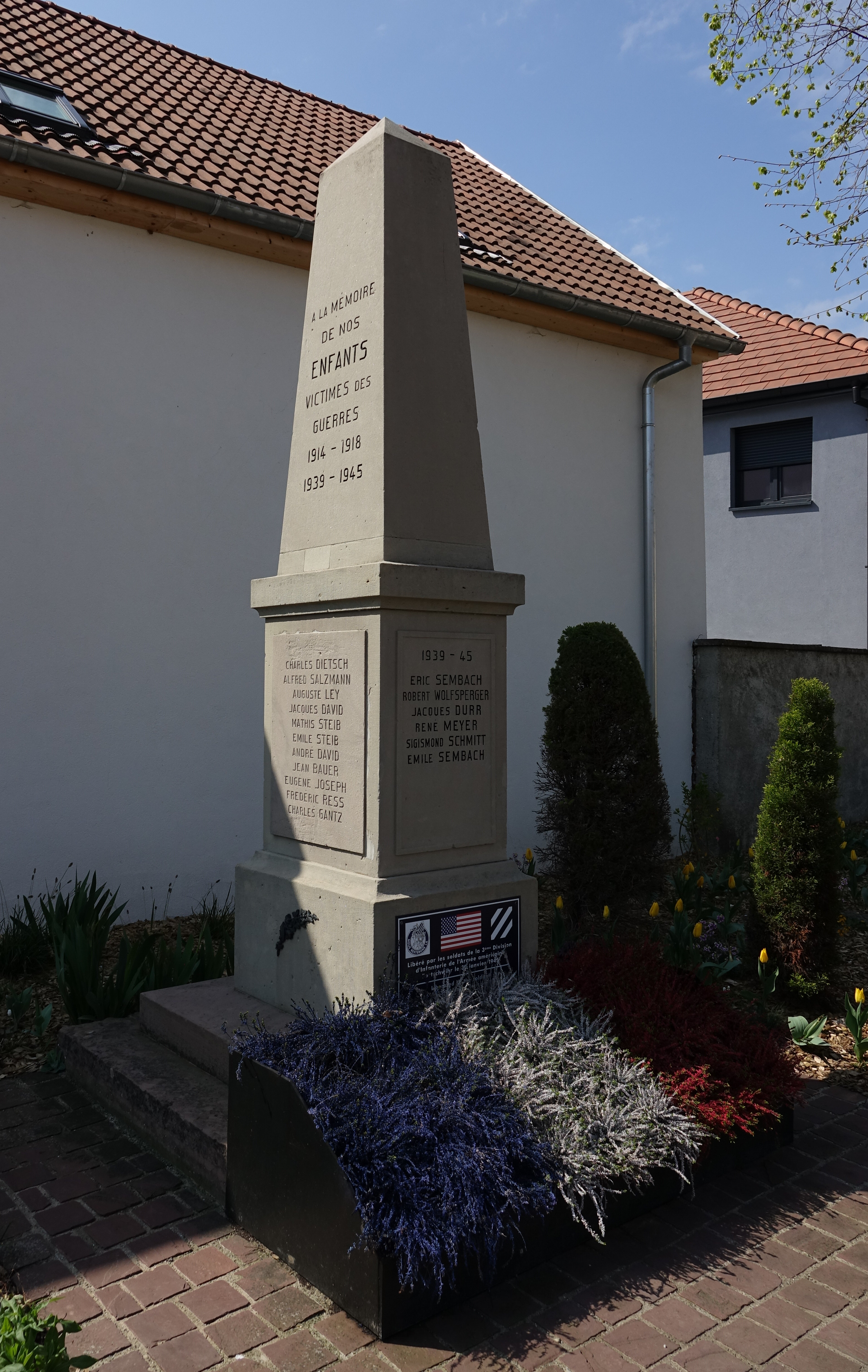
Monument aux morts de la Seconde Guerre mondiale.
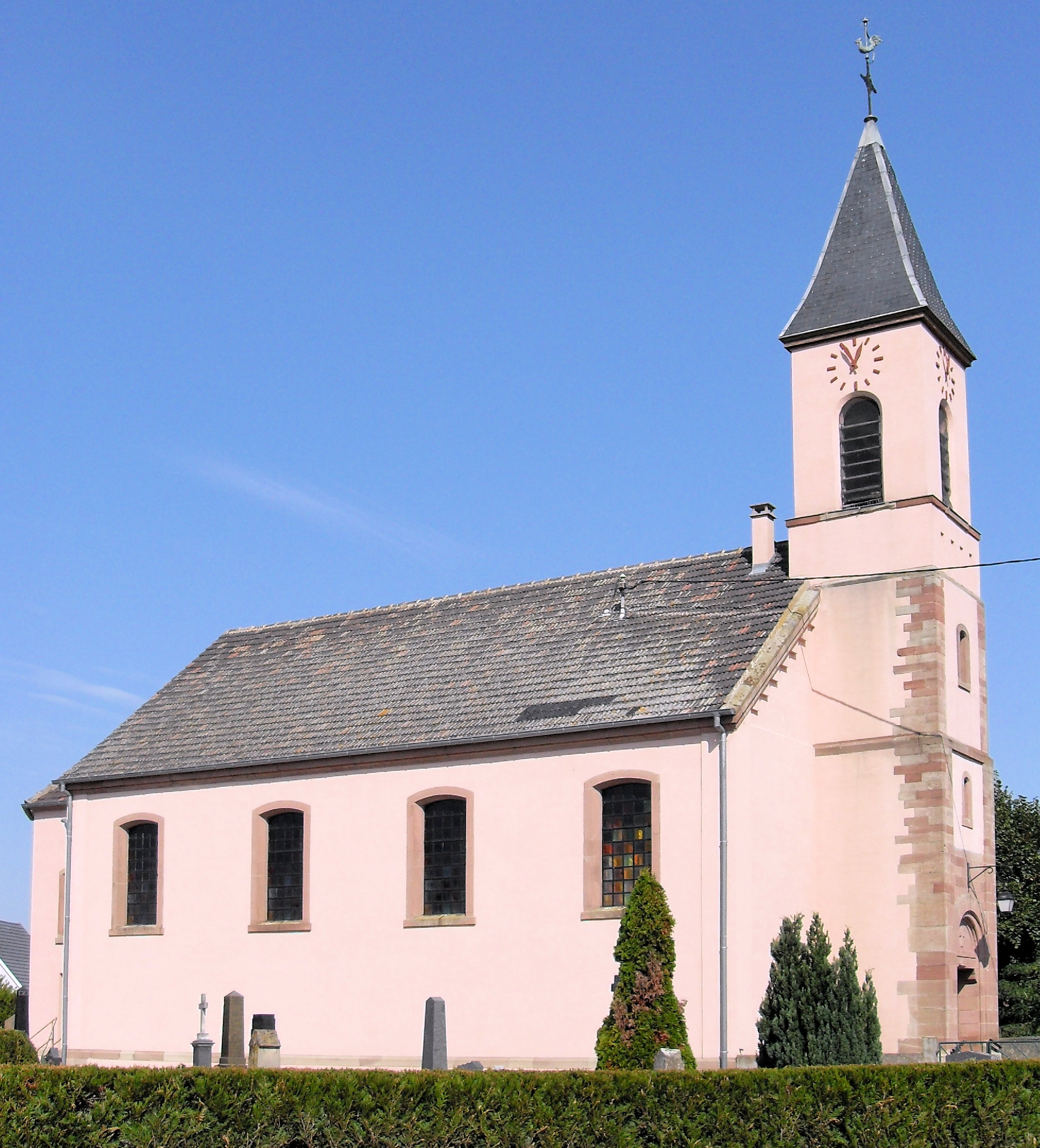
L'église, côté sud-ouest.
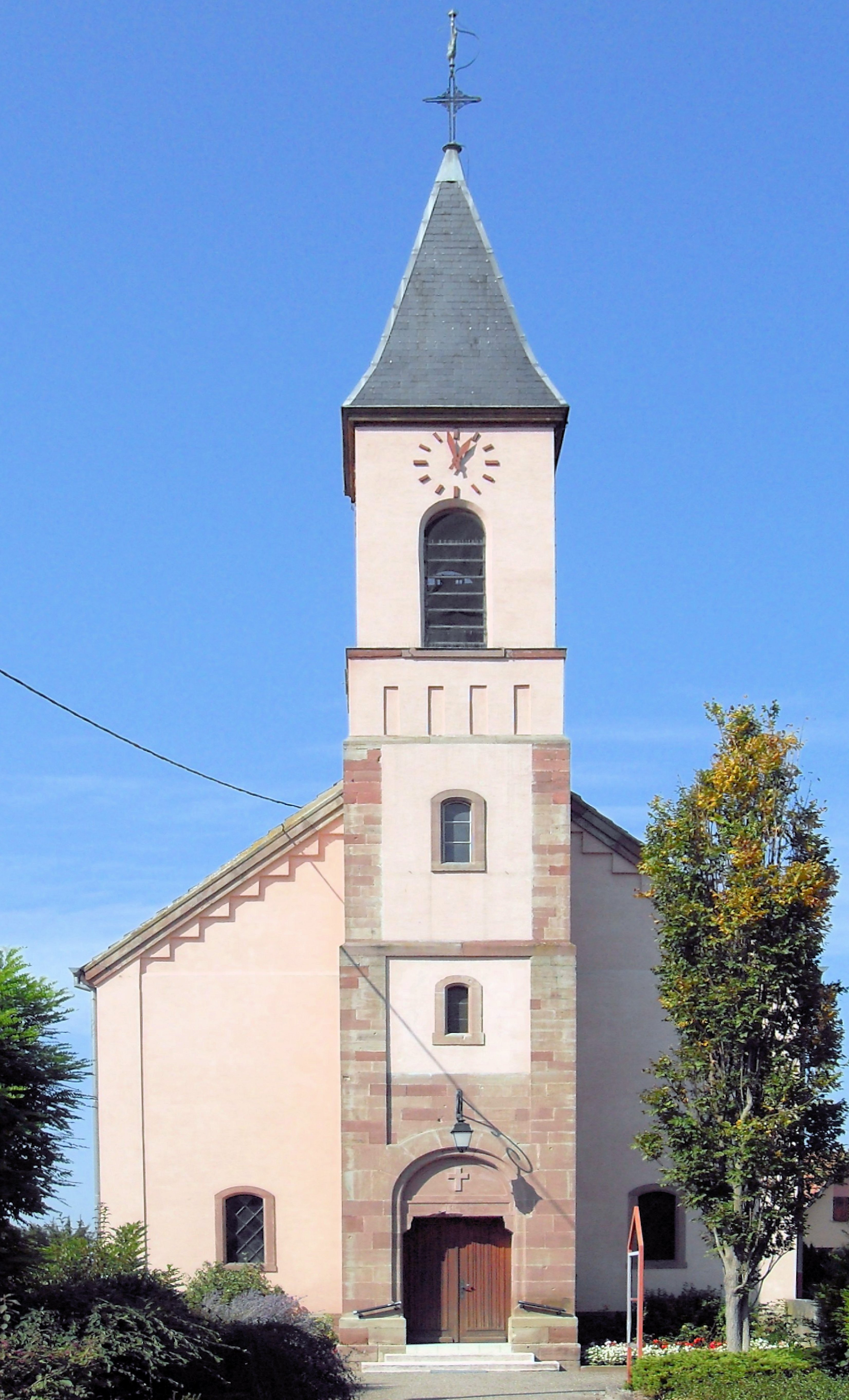
L'église, côté sud-est.

### Lieux et monuments

#### Monument aux morts
Il est situé près de la mairie. Y sont gravés les noms des victimes de la Première et de la Seconde Guerre mondiale à Fortschwihr.

#### Église Saint-Laurent
L'église Saint-Laurent de Fortschwihr est mentionnée dès 1315. La paroisse faisait partie de l’évêché de Strasbourg, chapitre rural de Marckolsheim. Elle devient protestante entre 1534 et 1536 à la suite de la Réforme, introduite par Georges Ier de Wurtemberg.
Le premier pasteur, Adam Gundelmann, arriva en 1544 et l'église fut utilisée par les protestants jusqu’en 1687. Avec la révocation de l'édit de Nantes, une cure royale est créée par Louvois dans les villages qui comptent plus de sept familles catholiques. L’église de Fortschwihr se voit donc appliquer le simultaneum : le chœur est attribué aux catholiques. Deux fois par an, lors des rogations et à Saint-Laurent, le bâtiment servait au culte catholique.
L'église fut démolie en 1860 à cause de sa vétusté et un nouvel édifice la remplaça en 1863.
Dans la nuit du 30 au 31 janvier 1945, lors des combats pour la libération de Fortschwihr contre les nazis, une grande partie de l'église est détruite, à l’exception du clocher. Reconstruite après la guerre, elle est consacrée en 1956 et se voit dotée en 1958 d’un orgue du facteur Mulheisen et d'une nouvelle cloche.
En  2002, la volonté concertée de la commune de Fortschwihr, des deux communautés religieuses et la générosité des habitants ont permis une restauration de l'intérieur de l’église et la réalisation dans le chœur d’une peinture murale d’Olivier Wagner. En 2007, l'orgue est restauré.
Fortschwihr reste l'une des quelque 50 localités d'Alsace dotées d'une église simultanée.

### Patrimoine rural
Il existe à Fortschwihr un « château », aujourd'hui habité. On peut également remarquer des maisons à colombages, ainsi qu'une grange du XVIIIe siècle, avant son aménagement en périscolaire en 2008.
Une borne triangulaire de limite de ban de 3 communes datant de 1754, en grès, se situe devant la mairie avec gravées dessus les anciennes armoiries de Fortschwihr (3 bois de cerf).

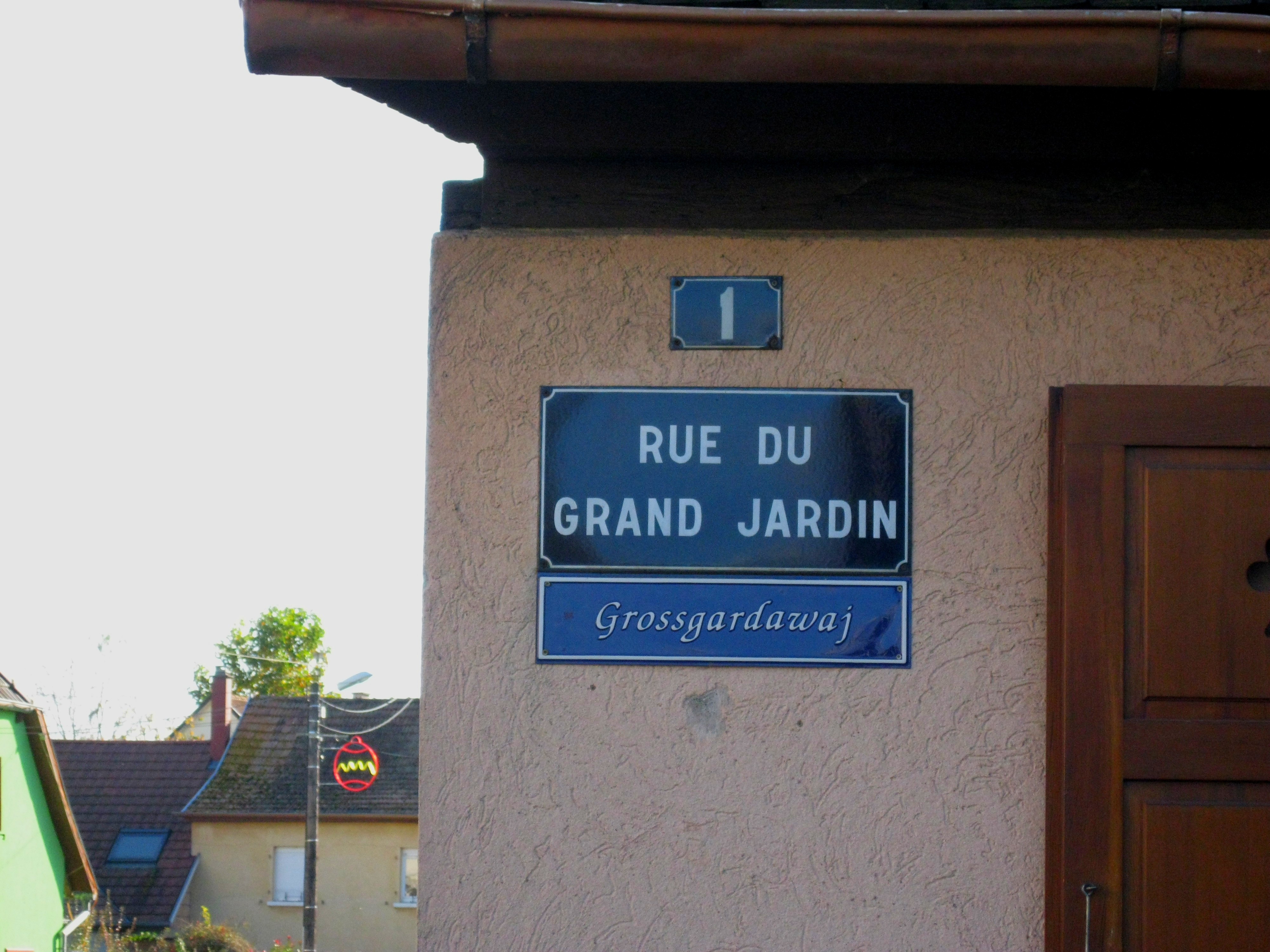
Le panonceau indiquant la rue du Grand Jardin, en français et en alsacien.

Une des plaques indiquant le nom de la rue du Grand Jardin est en alsacien, avec écrit dessus Grossgardawaj.

### Paysages
Un parc, devant la mairie, et un étang se trouvent à Fortschwihr. On peut aussi remarquer un verger, où sont plantées des variétés de fruits anciens, entretenues par les élèves de l'école primaire.

### Personnalités liées à la commune
Le général Klein de Kleinenberg est né à Fortschwihr en 1781. Il fut l'un des généraux de Napoléon. Sa maison natale est située dans la Grand'rue et une rue du village porte son nom.